# Sancho I d'Àvila
Sancho fou un religiós castellà, que esdevingué bisbe d'Àvila entre els anys 1121 i 1133. Fou el primer bisbe després que la diòcesi fos administrada per Jerónimo de Perigord.
Fins a l'any 1120, les noves diòcesis instaurades amb la conquesta i la repoblació, com Àvila i Salamanca, van ser regides per Jerónimo de Perigord. A la mort d'aquest fou escollit un prelat anomenat Pedro, que apareix en un document de 9 de gener de 1121, d'un concili provincial a Santiago de Compostel·la convocat per Diego Gelmírez, i hi apareix com P. electum Avilensem, de fet, el cronista Gil González Dávila l'anomena Pedro Sánchez Zurraquines. Probablement aquest personatge va morir abans de prendre possessió del càrrec, i el mateix any, apareix Sancho com a bisbe electe, convocat a Santiago per la recepció del cardenal llegat Bosso. Allà, fou consagrat i va prometre obediència a l'arquebisbe metropolità.
Durant el seu episcopat, o el del seu successor, el rei Alfons VII va atorgar a la catedral d'Àvila, la tercera part de les rendes i drets que la corona tenia dins de la diòcesi. Va regir la diòcesi fins a 1133, i fou succeït pel seu germà i ardiaca de la catedral d'Àvila, Íñigo. El funeral de Sancho fou presidit pel bisbe Pedro de Segòvia.